# Eric Greco
Eric Greco (ur. 21 lipca 1975) – amerykański brydżysta, World Grand Master (WBF).

## Wyniki brydżowe

### Zawody światowe
W światowych zawodach zdobył następujące lokaty:
| Mistrzostwa Świata. Konkurencja teamów | Mistrzostwa Świata. Konkurencja teamów | Mistrzostwa Świata. Konkurencja teamów   | Mistrzostwa Świata. Konkurencja teamów | Mistrzostwa Świata. Konkurencja teamów | Mistrzostwa Świata. Konkurencja teamów |
| Rok                                    | Miejsce                                | Zawody                                   | Kategoria                              | Drużyna                                | Pozycja                                |
| -------------------------------------- | -------------------------------------- | ---------------------------------------- | -------------------------------------- | -------------------------------------- | -------------------------------------- |
| 2014                                   | Sanya                                  | 14. Seria Mistrzostw Świata              | Open                                   | Diamond                                | 3                                      |
| 2011                                   | Veldhoven                              | 40. Mistrzostwa Świata Teamów            | Trans                                  | Amoils                                 | 39                                     |
| 2010                                   | Filadelfia                             | 13. Seria Mistrzostw Świata              | Open                                   | Diamond                                | 1                                      |
| 2007                                   | Szanghaj                               | 38. Mistrzostwa Świata Teamów            | Trans                                  | O'Rourke                               | 109                                    |
| 2006                                   | Werona                                 | 12. Mistrzostwa Świata                   | Open                                   | Ekeblad                                | 9                                      |
| 2005                                   | Estoril                                | 37. Mistrzostwa Świata Teamów            | Open                                   | USA 2                                  | 3                                      |
| 2003                                   | Monte Carlo                            | 36. Mistrzostwa Świata Teamów            | Trans                                  | Brachman                               | 4                                      |
| 2002                                   | Montreal                               | 11. Mistrzostwa Świata                   | Open                                   | Johnson                                | 17                                     |
| 2000                                   | Southampton                            | 34. Mistrzostwa Świata Teamów            | Trans                                  | Brachman                               | 5                                      |
| 1999                                   | Fort Lauderdale                        | 7. Młodzieżowe Mistrzostwa Świata Teamów | Juniorzy                               | USA 2                                  | 2                                      |
| 1998                                   | Lille                                  | 10. Mistrzostwa Świata                   | Open                                   | Klar                                   | 33                                     |
| 1997                                   | Hamilton                               | 6. Młodzieżowe Mistrzostwa Świata Teamów | Juniorzy                               | USA 2                                  | 5                                      |
| 1995                                   | Bali                                   | 5. Młodzieżowe Mistrzostwa Świata Teamów | Juniorzy                               | USA 1                                  | 8                                      |
| 1993                                   | Aarhus                                 | 4. Młodzieżowe Mistrzostwa Świata Teamów | Juniorzy                               | USA 1                                  | 3                                      |

| Mistrzostwa Świata. Konkurencja par | Mistrzostwa Świata. Konkurencja par | Mistrzostwa Świata. Konkurencja par | Mistrzostwa Świata. Konkurencja par | Mistrzostwa Świata. Konkurencja par | Mistrzostwa Świata. Konkurencja par |
| Rok                                 | Miejsce                             | Zawody                              | Kategoria                           | Partner                             | Pozycja                             |
| ----------------------------------- | ----------------------------------- | ----------------------------------- | ----------------------------------- | ----------------------------------- | ----------------------------------- |
| 2010                                | Filadelfia                          | 13. Mistrzostwa Świata              | Open                                | Geoff Hampson                       | 6                                   |
| 2006                                | Werona                              | 12. Mistrzostwa Świata              | Open                                | Geoff Hampson                       | 73                                  |
| 2002                                | Montreal                            | 11. Mistrzostwa Świata              | Open                                | Geoff Hampson                       | 17                                  |

### Zawody europejskie
W europejskich zawodach zdobył następujące lokaty:
| Zawody europejskie. Konkurencja teamów | Zawody europejskie. Konkurencja teamów | Zawody europejskie. Konkurencja teamów | Zawody europejskie. Konkurencja teamów | Zawody europejskie. Konkurencja teamów | Zawody europejskie. Konkurencja teamów |
| Rok                                    | Miejsce                                | Zawody                                 | Kategoria                              | Drużyna                                | Pozycja                                |
| -------------------------------------- | -------------------------------------- | -------------------------------------- | -------------------------------------- | -------------------------------------- | -------------------------------------- |
| 2005                                   | Teneryfa                               | 2. Otwarte Mistrzostwa Europy          | Open                                   | Rubin                                  | 17                                     |
| 2003                                   | Mentona                                | 1. Otwarte Mistrzostwa Europy          | Open                                   | Jacobs                                 | 17                                     |

## Klasyfikacja
- Eric Greco – klasyfikacja WBF (ang.)